# 638
| [ Edytuj tabelę ]          |                                         |
| Cesarz Bizancjum           | - 610 Herakliusz 641                    |
| Cesarz Chin                | - 626 Tang Taizong 649                  |
| Król Essexu                | - 617 Sigeberht I Mały 653              |
| Król Franków               | - 632 Dagobert I 639                    |
| Cesarz Japonii             | - 629 Jomei 641                         |
| Kalif                      | - 634 Umar ibn al-Chattab 644           |
| Król Kentu                 | - 616 Eadbald 640                       |
| Patriarcha Konstantynopola | - 610 Sergiusz I 638 - 638 Pyrrus I 641 |
| Władca Korei               | - 618 Yŏngnyu 642                       |
| Król Longobardów           | - 636 Rotari 652                        |
| Król Mercji                | - 626 Penda 655                         |
| Król Nortumbrii            | - 634 Oswald 642                        |
| Papież                     | - 625 Honoriusz I 638                   |
| Król Persji                | - 632 Jezdegerd III 651                 |
| Król Wizygotów             | - 636 Chintila 639                      |

Rok 638 / DCXXXVIII
stulecia: VI wiek ~
VII wiek ~
VIII wiek

lata: 628 «
633 «
634 «
635 «
636 «
637 «
638
» 639
» 640
» 641
» 642
» 643
» 648

## Wydarzenia
- Azja
  - muzułmanie zdobyli Jerozolimę
  - Diyarbakır, Tyr i Akka zostały zdobyte przez Arabów
  - cesarz Herakliusz wydał edykt znany jako Ekthesis, w którym udzielił monoteletyzmowi oficjalnego poparcia
  - powołano ormiański patriarchat Jerozolimy
  - założono miasto Al-Kufa, leżące we współczesnym Iraku (data sporna lub przybliżona)

## Urodzili się
- Huineng, chiński mistrz chan, Szósty Patriarcha chan (zm. 713)

## Zmarli
- 12 października – Honoriusz I, papież
- Sofroniusz I, patriarcha Jerozolimy, święty katolicki i prawosławny
- Sergiusz I, patriarcha Konstantynopola, propagator monoenergizmu